# Drence
Drence (en serbe cyrillique : Дренце) est un village de Serbie situé dans la municipalité de Medveđa, district de Jablanica. Au recensement de 2011, il comptait 122 habitants.

## Démographie
| 1948 | 1953 | 1961 | 1971 | 1981 | 1991 | 2002 | 2011 |
| ---- | ---- | ---- | ---- | ---- | ---- | ---- | ---- |
| 531  | 560  | 580  | 455  | 321  | 197  | 149  | 122  |

|  |